# María Lourdes Carlé
María Lourdes Carlé (født 10. februar 2000 i Daireaux, Argentina) er en professionel tennisspiller fra Argentina.